# Escudo frontal

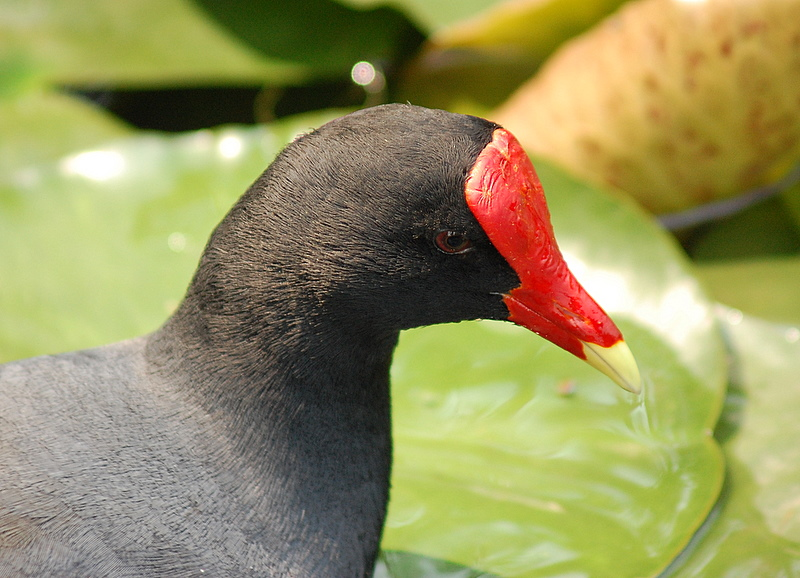
Escudo frontal numa Gallinula galeata.

Escudo frontal, também conhecido como um escudo facial ou placa frontal, é uma característica da anatomia de várias espécies de aves. É constituída por uma placa ou disco de pele carnuda especializada que se estende desde a base do bico superior em direção a testa. O tamanho, forma e cor podem apresentar variações dependentes de testosterona em ambos os sexos durante o ano. Sua função parece estar relacionada com a proteção da face no momento da alimentação e da locomoção em vegetação densa, assim como no cortejo sexual e na defesa de território. É uma característica de algumas aves aquáticas da família dos ralídeos, especialmente em frangos d'água, caimãos e carquejas, bem como na família Jacanidae. O escudo frontal do Gallicrex cinerea se estende por cima da cabeça formado uma protuberância parecida com um chifre. Uma ave de uma ordem diferente, o pombo-coroado-de-choiseul (já extinto), tinha um escudo frontal azul.